# Eren Erdem
Pour les articles homonymes, voir Erdem.
Eren Erdem (né le 14 août 1986 dans le district de Fatih à Istanbul) est un homme politique turc, député à la Grande Assemblée nationale de Turquie et membre du Parti républicain du peuple, surtout notable pour avoir diffusé des documents à une chaîne de télévision russe dans le contexte de la crise russo-turque de 2015, établissant la volonté délibérée des autorités turques de laisser transiter du gaz sarin à destination de l’État islamique et utilisé lors du massacre de la Ghouta.
Accusé de trahison par le président turc Erdoğan, cet acte lui a valu une condamnation d'emprisonnement, sentence commuée en 700 heures de travaux d'intérêt général. Le 29 juin 2018, peu avant la fin de son mandat de député, il est arrêté.
En 2019, il est libéré le 7 janvier et arrêté à nouveau le 8 janvier, à cause du « risque de fuite du pays ». En février 2019, l'information est publiée qu'il mène une grève de la faim. En octobre 2019, un verdict de libération est émis.